# لاري دان
لاري دان (بالإنجليزية: Larry Dunn)‏ هو موسيقي أمريكي، ولد في 19 يونيو 1953 في دنفر في الولايات المتحدة.

## وصلات خارجية
- الموقع الرسمي
- لاري دان على موقع IMDb (الإنجليزية)
- لاري دان على موقع ميوزك برينز (الإنجليزية)
- لاري دان على موقع ديسكوغز (الإنجليزية)